# Zamarada aurolineata
Zamarada aurolineata là một loài bướm đêm trong họ Geometridae.